# Greifenseelauf
Le Greifenseelauf est une épreuve de course à pied annuelle se déroulant généralement fin septembre autour du lac de Greifen, près de Zurich, en Suisse.

## Historique
La 39e édition aura lieu le samedi 22 septembre 2018.

## Parcours

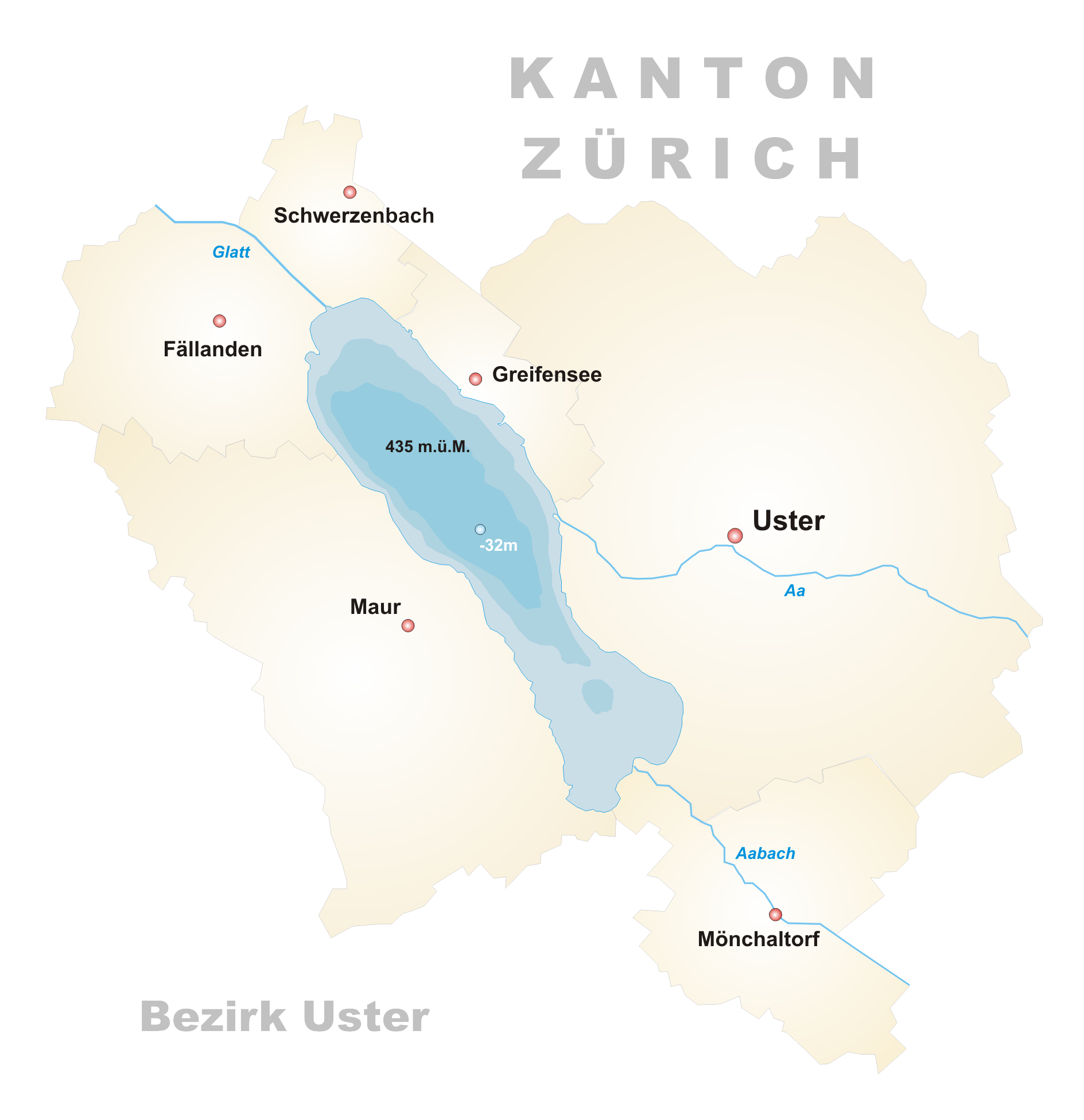
Carte du lac.

Les passages importants de ce semi-marathon sont les suivants :
- km 2,9 : lac de Greifen ;
- km 7,4 : Fällanden ;
- km 9,5 : Aschbach (ravitaillement eau) ;
- km 11,5 : Maur (ravitaillement eau et bananes) ;
- km 14,6 : Badi Egg (ravitaillement eau) ;
- km 16,1 : Silberweide (ravitaillement eau et bananes) ;
- km 18,8 : Seefeldstrasse à Riedikon ;
- km 19,5 : Talacker (ravitaillement eau) ;
- km 21,1 : arrivée au Stadtpark d'Uster.

## Vainqueurs

### Semi-marathon

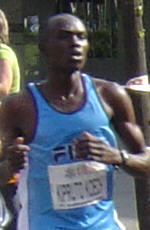
Le Kényan Nicholas Kipruto Koech remporte les éditions 2006 et 2007.

| 17 septembre 2022 | Elvis Chebor Tabarach                               | 1 h 3 min 45 s                                      | Mengiste Serkalem Mekonnen                          | 1 h 15 min 08 s                                     |                                                     |                                                     |
| 2021              | Course annulée en raison de la pandémie de Covid-19 | Course annulée en raison de la pandémie de Covid-19 | Course annulée en raison de la pandémie de Covid-19 | Course annulée en raison de la pandémie de Covid-19 | Course annulée en raison de la pandémie de Covid-19 | Course annulée en raison de la pandémie de Covid-19 |
| 2020              | Course annulée en raison de la pandémie de Covid-19 | Course annulée en raison de la pandémie de Covid-19 | Course annulée en raison de la pandémie de Covid-19 | Course annulée en raison de la pandémie de Covid-19 | Course annulée en raison de la pandémie de Covid-19 | Course annulée en raison de la pandémie de Covid-19 |
| 21 septembre 2019 | Muleta Neda Gurara                                  | 1 h 5 min 22 s                                      | Nicola Spirig                                       | 1 h 16 min 30 s                                     |                                                     |                                                     |
| 22 septembre 2018 | Tadesse Abraham                                     | 1 h 3 min 37 s                                      | Fabienne Schlumpf                                   | 1 h 15 min 30 s                                     |                                                     |                                                     |
| 16 septembre 2017 | Tadesse Abraham                                     | 1 h 3 min 19 0 0                                    | Laura Hrebec                                        | 1 h 16 min 32 s 6                                   |                                                     |                                                     |
| 17 septembre 2016 | Simon Tesfay                                        | 1 h 3 min 43 s 9                                    | Charity Kiprop                                      | 1 h 15 min 59 s 2                                   |                                                     |                                                     |
| 19 septembre 2015 | Patrick Ereng                                       | 1 h 4 min 34 s 0                                    | Patricia Morceli Bühler                             | 1 h 15 min 29 s 0                                   |                                                     |                                                     |
| 20 septembre 2014 | Tadesse Abraham                                     | 1 h 4 min 33 s 4                                    | Cynthia Kosgei                                      | 1 h 15 min 29 s 2                                   |                                                     |                                                     |
| 21 septembre 2013 | Tadesse Abraham                                     | 1 h 2 min 36 s 7                                    | Cynthia Kosgei Chepchirchir                         | 1 h 13 min 22 s 4                                   |                                                     |                                                     |
| 22 septembre 2012 | Jacob Chepleting Kendagor                           | 1 h 1 min 14 s 5                                    | Sabine Fischer                                      | 1 h 13 min 18 s 2                                   |                                                     |                                                     |
| 17 septembre 2011 | Tadesse Abraham                                     | 1 h 4 min 00 s                                      | Monica Chepkoech                                    | 1 h 14 min 56 s                                     |                                                     |                                                     |
| 18 septembre 2010 | Abraham Tando                                       | 1 h 5 min 03 s 3                                    | Eunice Kales                                        | 1 h 13 min 18 s 2                                   |                                                     |                                                     |
| 19 septembre 2009 | John Nzau Mwangangi -2-                             | 1 h 5 min 42 s 1                                    | Hellen Nzembi Musyoka -3-                           | 1 h 13 min 52 s 9                                   |                                                     |                                                     |
| 20 septembre 2008 | John Nzau Mwangangi                                 | 1 h 4 min 22 s 6                                    | Hellen Nzembi Musyoka -2-                           | 1 h 13 min 56 s 9                                   |                                                     |                                                     |
| 22 septembre 2007 | Nicholas Kipruto Koech -2-                          | 1 h 4 min 50 s 3                                    | Hellen Nzembi Musyoka                               | 1 h 14 min 52 s 2                                   |                                                     |                                                     |
| 16 septembre 2006 | Nicholas Kipruto Koech                              | 1 h 3 min 57 s 1                                    | Emily Kimuria                                       | 1 h 13 min 39 s 7                                   |                                                     |                                                     |
| 17 septembre 2005 | Viktor Röthlin                                      | 1 h 3 min 22 s 5                                    | Joyce Chepchumba -4-                                | 1 h 11 min 44 s 6                                   |                                                     |                                                     |
| 18 septembre 2004 | Elijah Sang -2-                                     | 1 h 4 min 29 s 9                                    | Tegla Loroupe                                       | 1 h 10 min 04 s 4                                   |                                                     |                                                     |
| 20 septembre 2003 | Elijah Sang                                         | 1 h 5 min 03 s 7                                    | Joyce Chepchumba -3-                                | 1 h 14 min 16 s 5                                   |                                                     |                                                     |
| 21 septembre 2002 | Mike Tanui                                          | 1 h 4 min 25 s 1                                    | Joyce Chepchumba -2-                                | 1 h 8 min 39 s 1                                    |                                                     |                                                     |
| 22 septembre 2001 | Christopher Kandie                                  | 1 h 2 min 59 s 4                                    | Judy Kiplimo                                        | 1 h 9 min 45 s 3                                    |                                                     |                                                     |
| 16 septembre 2000 | Sammy Kipruto -2-                                   | 1 h 3 min 55 s 4                                    | Milkah Chepkieny                                    | 1 h 12 min 25 s 3                                   |                                                     |                                                     |
| 18 septembre 1999 | Patrick Sang                                        | 1 h 3 min 31 s 6                                    | Joyce Chepchumba                                    | 1 h 10 min 15 s 2                                   |                                                     |                                                     |
| 27 septembre 1998 | Sammy Kipruto                                       | 1 h 2 min 34 s 4                                    | Ester Barmasai                                      | 1 h 14 min 06 s 7                                   |                                                     |                                                     |
| 20 septembre 1997 | Joseph Mereng                                       | 1 h 2 min 26 s                                      | Lornah Kiplagat                                     | 1 h 9 min 11 s                                      |                                                     |                                                     |
| 21 septembre 1996 | Moses Tanui                                         | 1 h 1 min 40 s                                      | Daria Nauer                                         | 1 h 12 min 30 s                                     |                                                     |                                                     |
| 16 septembre 1995 | Wilson Omwoyo -2-                                   | 1 h 3 min 28 s                                      | Franziska Rochat-Moser                              | 1 h 14 min 08 s                                     |                                                     |                                                     |
| 17 septembre 1994 | Wilson Omwoyo                                       | 1 h 1 min 53 s                                      | Rosa Mota -4-                                       | 1 h 11 min 11 s                                     |                                                     |                                                     |
| 18 septembre 1993 | Petro Meta                                          | 1 h 2 min 44 s                                      | Alena Močáriová                                     | 1 h 14 min 06 s                                     |                                                     |                                                     |
| 19 septembre 1992 | Arturo Barrios                                      | 1 h 3 min 09 s                                      | Ursula Jeitziner                                    | 1 h 12 min 59 s                                     |                                                     |                                                     |

 Record de l'épreuve

### 19,5 km
| Date              | Homme                 | Temps          | Femme           | Temps          |
| ----------------- | --------------------- | -------------- | --------------- | -------------- |
| 21 septembre 1991 | Diamantino dos Santos | 1 h 0 min 11 s | Rosa Mota -3-   | 1 h 6 min 55 s |
| 22 septembre 1990 | Gidamis Shahanga      | 58 min 49 s    | Rosa Mota -2-   | 1 h 7 min 0 s  |
| 16 septembre 1989 | Gerhard Hartmann -2-  | 58 min 46 s    | Rosa Mota       | 1 h 5 min 33 s |
| 17 septembre 1988 | Gerhard Hartmann      | 58 min 30 s    | Helen Comsa     | 1 h 9 min 43 s |
| 19 septembre 1987 | Markus Ryffel -3-     | 59 min 4 s     | Paula Fudge     | 1 h 9 min 35 s |
| 20 septembre 1986 | Francesco Panetta     | 58 min 46 s    | Grete Waitz -3- | 1 h 4 min 57 s |

### 19,0 km
| Date              | Homme               | Temps       | Femme             | Temps           |
| ----------------- | ------------------- | ----------- | ----------------- | --------------- |
| 21 septembre 1985 | Ibrahim Hussein     | 58 min 19 s | Carla Beurskens   | 1 h 4 min 46 s  |
| 22 septembre 1984 | Markus Ryffel -2-   | 56 min 51 s | Ellen Wessinghage | 1 h 7 min 36 s  |
| 17 septembre 1983 | Christoph Herle -2- | 56 min 58 s | Grete Waitz -2-   | 1 h 2 min 52 s  |
| 18 septembre 1982 | Markus Ryffel       | 57 min 31 s | Grete Waitz       | 1 h 4 min 52 s  |
| 19 septembre 1981 | Christoph Herle     | 57 min 33 s | Vreni Forster     | 1 h 10 min 14 s |
| 20 septembre 1980 | Thomas Wessinghage  | 57 min 32 s | Cornelia Bürki    | 25 min 18 s     |